# Ben McDonald
Benjamin McDonald dit Ben McDonald, né le 20 juillet 1962 à Torrance, Californie, est un joueur américain de basket-ball, devenu par la suite entraîneur.

## Biographie
De 1980 à 1984, il joue en NCAA avec les Anteaters d'UC Irvine.
Le 57e choix de la Draft 1984 de la NBA par les Cavaliers de Cleveland. Il commence sa carrière en Espagne à CB Collado Villalba, puis à CB Peñas Huesca[réf. souhaitée] avant d'être engagé par les Cavaliers pour la saison NBA 1985-1986. Il dispute trois autres saisons en NBA pour les Warriors de Golden State pour un total de 176 matchs pour des moyennes de 6,0 points en 21,0 minutes.
Après sa carrière NBA, il joue pour la ligue mineure Continental Basketball Association avec les Patroons d'Albany, les San Jose Jammers et le Oklahoma City Cavalry avec des statistiques en carrière de 7,6 points et 5,8 rebonds en 70 matchs. On le retrouve aussi en Europe avec Hapoël Holon en Israël, le Real Madrid en Espagne, Gießen 46ers en Allemagne et enfin à Porto au Portugal.
À partir de 1996, il entame une carrière d'entraîneur étant successivement assistant pour les Cal State, les Hoosiers de l'Indiana en NCAA, puis les BayHawks d'Érié et les Bighorns de Reno en NBDL.